# Premio Nacional de Patrimonio Cinematográfico y Audiovisual
El Premio Nacional de Patrimonio Cinematográfico y Audiovisual es un premio concedido desde el Ministerio de Cultura y Deportes que fue creado el 22 de junio de 2022 modificando el Boletín Oficial del Estado (BOE) de la Orden del 22 de junio de 1995 la cual, regula los Premios Nacionales del Ministerio de Cultura y Deporte. Además, la Asamblea General de las Naciones Unidas en su 33ª Asamblea General crea el Día Mundial del Patrimonio Audiovisual (27 de octubre) y las recomendaciones de la Unión Europea sobre la preservación y difusión de los contenidos audiovisuales son motivos que se han tenido en cuenta para la creación de este nuevo premio. 
Este premio quiere distinguir la labor de personas, instituciones o organizaciones que desarrollan iniciativas y proyectos de recuperación, conservación y difusión de la herencia cinematográfica y audiovisual además, el premio está dotado de una cuantía de 30.000 euros.

## Galardonados
| Año  | Ganador/es      | Profesión                                                   |
| ---- | --------------- | ----------------------------------------------------------- |
| 2022 | Ferrán Alberich | Preservador y restaurador cinematográfico                   |
| 2023 | Ana Marquesán   | Jefa de Archivo e Investigación de la Filmoteca de Zaragoza |